# Security Identifier
No contexto da linha de sistemas operacionais Microsoft Windows NT, um Security Identifier (SID), em português Identificador Serguro, é um identificador imutável único de um usuário, grupo de usuários ou outro principal de segurança. Um principal de segurança possui um único SID por vida (em um determinado domínio) e todas as propriedades do principal, incluindo seu nome, estão associadas com o SID. Este desenho permite que um principal seja renomeado (por exemplo, de "João" para "Joana") sem afetar os atributos de segurança de objetos que referenciam ao principal.

## Visão geral
O Windows concede ou nega acesso e privilégios para recursos baseados em listas de controle de acesso (ACLs), que usa SIDs para identificar de forma única usuários e seus relacionamentos de grupo. Quando um usuário loga em um computador, um token de acesso é gerado o qual contem os SIDs de usuário e grupo e o nível de privilégio do usuário. Quando um usuário solicita acesso a um recurso, o token de acesso é verificado na ACL para permitir ou negar uma ação particular sobre um determinado objeto.
SIDs são úteis para resolução de problemas com auditorias de segurança, servidores Windows e migrações de domínio.
O formato de um SID pode ser ilustrado usando o seguinte exemplo: "S-1-5-21-3623811015-3361044348-30300820-1013";
| S                                | 1                                                      | 5                                       | 21-3623811015-3361044348-30300820               | 1013 |
| -------------------------------- | ------------------------------------------------------ | --------------------------------------- | ----------------------------------------------- | --- |
| A cadeia de caracteres é um SID. | O nível de revisão (a versão da especificação do SID). | O valor da autoridade do identificador. | Identificador de computador local ou de domínio | Um Relative ID (RID). Qualquer grupo ou usuário que não é criado por padrão terá um Relative ID igual a 1000 ou maior. |